# Francisco de Sepúlveda
Francisco de Sepúlveda (fl. 1530-1539) fue un compositor y maestro de capilla español.

## Vida
Es extremadamente poco lo que se conoce de Francisco de Sepúlveda.
Las primeras noticias que se tienen de él son de su llegada a Ávila, donde ejerció de maestro de capilla racionero de la Catedral. El maestro Morales, que tradicionalmente se identifica con Cristóbal de Morales, aunque no haya seguridad de que se trate de la misma persona, había partido en 1528 a la Catedral de Plasencia, dejando el cargo vacante. Esperando la llegada de un nuevo maestro, un tal «Juan Vazquez» ejercía de maestro de canto de órgano y el contralto Barrionuevo ejercía de maestro de canto llano. El maestro Sepúlveda fue recibido el 12 de octubre de 1530, «para que muestre a los niños canto de órgano y contrapunto», con un salario de 30 000 maravedís.
Con Francisco de Sepúlveda se inicia un prolongado período de estabilidad en la Catedral. El cabildo, aparentemente satisfecho con la labor desempeñada por el maestro, le encomendó la reforma y mejora de la capilla de música. Dicha reforma consistió en la depuración del cuerpo musical, mediante la destitución de aquellos cantores e instrumentistas que no reunían los niveles de calidad o formación requeridos, seguida de la incorporación de nuevos músicos con mayores competencias.
En el año 1533, el magisterio recibió por primera vez la instrucción de organizar de manera especial la celebración de las festividades navideñas. Para el maestro consistía en la composición de villancicos específicos para la ocasión y en lo que respecta a la capilla de música, dicha preparación consistía en el ensayo de la fiesta. A partir de este momento, los maestros de capilla abulenses asumieron la responsabilidad de componer música tanto para las festividades de Navidad como para la celebración del Corpus Christi, lo que dio lugar a una notable producción de obras musicales propias en el ámbito catedralicio. Para facilitar los ensayos, el cabildo solía conceder licencia a la capilla para ausentarse de ciertos oficios litúrgicos.
La partida del maestro Sepúlveda resulta un tanto confusa por la falta de información. El 7 de noviembre de 1539 se encargaba a dos canónigos que hablasen con el maestro Sepúlveda, para acordar «que se vaya luego y se tenga por despedido y no intente volver pleito contra el Cabildo ni apelar de lo que tiene mandado». Se le debían entregar 20 ducados «y que se le dé todo lo que gana en el salario y en las horas de aquí al día de Pascua de Espíritu Santo, y que si lo quisiere todo junto, que se le dé y se vaya; y si algún día volviere, que el Cabildo quiere que entre con su hábito en la iglesia y que lleve el compás al facistol.»
A partir de ese momento se pierde el rastro del maestro Sepúlveda.

## Obra
En la Catedral de Ávila se conservan tres composiciones suyas dentro de un libro copiado en 1796, junto a obras de Juan Navarro, Fermín Arizmendi, Bernardino de Ribera y Francisco Guerrero. Además se conservan cuatro himnos a cuatro voces:
- Deus tuorum militum
- Exultet orbis gaudiis
- Iesu, Redemptor omnium
- Iesus dulcis memoriae